# Henry Rono
Henry Rono (12. února 1952 Kapsabet – 15. února 2024) byl keňský vytrvalec. Pocházel z kmene Nandiů. Závodil v USA za Washington State University, pro kterou získal tři tituly mistra National Collegiate Athletic Association v přespolním běhu (1976, 1977 a 1979).
V roce 1978 vyhrál běh na 10 000 metrů a běh na 3000 metrů překážek na Afrických hrách a běh na 5000 metrů a 3000 metrů překážek na Hrách Commonwealthu. V tomto roce také vytvořil v rozmezí 81 dnů čtyři světové rekordy: na 10 000 m (27:22,5), 5 000 m (13:08,4, v roce 1981 ho vylepšil na 13:06,2), 3 000 m překážek (8:05,4, vydržel až do roku 1989) a 3 000 m (7:32,1). Byl vyhlášen nejlepším světovým sportovcem roku 1978 podle United Press International i podle La Gazzetta dello Sport.
Nikdy nedostal příležitost startovat na vrcholné světové události: Letní olympijské hry 1976 i Letní olympijské hry 1980 Keňa bojkotovala, první mistrovství světa v atletice se konalo v roce 1983, kdy už Rono ukončil kariéru.